# Theatervormgever
Een theatervormgever (ook wel decorontwerper of scenograaf) is iemand die zich bezighoudt met het ontwerpen van de vormgeving voor theatervoorstellingen. Hieronder valt in ieder geval het vormgeven van het decor, maar vaak ook de kostuums, rekwisieten, belichting en in sommige gevallen het publiciteitsmateriaal van de theatervoorstelling. 

## Opleiding
Nederland kent een aantal opleidingen tot theatervormgever/scenograaf, onder meer aan de kunstacademies van Utrecht en Maastricht en aan de Amsterdamse Hogeschool voor de Kunsten.